# Sarina Heijblom
Sarina Heijblom (Oud-Beijerland, 29 mei 2005) is een voetbalspeelster uit Nederland. Ze speelt als middenvelder voor NAC Breda.

## Clubcarrière
Sinds het seizoen 2021/22 maakte Heijblom onderdeel uit van het team van Jong Feyenoord.
Op 8 september 2022 maakte Heijblom haar debuut voor Feyenoord in de KNVB Beker wedstrijd tegen PSV.
Op 10 september 2023 maakte Heijblom ook haar debuut in de wedstrijdselectie van Feyenoord in een Vrouwen Eredivisie wedstrijd uit tegen FC Utrecht.
Op 7 juni 2024 werd bekend dat Heijblom de overstap maakt naar het nieuw opgerichte NAC Breda dat vanaf het seizoen 2024/25 haar entree maakt in de Vrouwen Eerste divisie.

## Statistieken
| Seizoen   | Club      | Land      | Competitie     | Wedstrijden | Doelpunten |
| --------- | --------- | --------- | -------------- | ----------- | ---------- |
| 2022-2024 | Feyenoord | Nederland | Eredivisie     | 0           | 0          |
| 2024/25   | NAC Breda | Nederland | Eerste divisie | 13          | 2          |
| Totaal    | Totaal    | Totaal    | Totaal         | 13          | 2          |

Laatste update: 24 maart 2025
1 De Haan ·
2 Heshof ·
3 Van den Burg ·
4 Verhoef ·
5 F. Mol ·
6 Heijblom ·
7 Promes ·
8 Aurélio ·
9 Franken ·
10 Laamouz ·
11 Schneijderberg ·
12 Nguyen ·
14 Hendriks ·
15 Fertoute ·
16 Oussoren ·
17 De Blij ·
18 Meerding ·
19 Tabi ·
19 Warps ·
20 Versluijs ·
21 Cober ·
22 L. Mol ·
23 Van der Meulen ·
24 Goutier ·
25 Yetim ·
26 Zieleman ·
Coach: Mank